# Momiji Nishiya
Momiji Nishiya (japanska: 西矢椛?, Nishiya Momiji), född 30 augusti 2007 i Matsubara, Osaka prefektur, är en japansk skateboardåkare. Hon tog som 13-åring guld i street-skateboarding vid olympiska sommarspelen 2020.